# Jassānīyeh-ye Kūchek
Jassānīyeh-ye Kūchek (persiska: جسّانیّه کوچک) är en ort i Iran.   Den ligger i provinsen Khuzestan, i den centrala delen av landet, 500 km sydväst om huvudstaden Teheran. Jassānīyeh-ye Kūchek ligger 22 meter över havet och antalet invånare är 887.
Terrängen runt Jassānīyeh-ye Kūchek är mycket platt. Runt Jassānīyeh-ye Kūchek är det ganska tätbefolkat, med 144 invånare per kvadratkilometer. Närmaste större samhälle är Ahvaz, 10,9 km sydväst om Jassānīyeh-ye Kūchek. Trakten runt Jassānīyeh-ye Kūchek är ofruktbar med lite eller ingen växtlighet.